# Rednex
A Rednex egy svéd együttes, melyet eredetileg Mary Joe (Annika Ljungberg), Bobby Sue (Kent Olander), Ken Tacky (Arne Arstrand), Billy Ray (Jonas Nilsson) és Mup (Patrick Edenberg) alapítottak. A csapat egyik legnagyobb slágere a Cotton Eye Joe volt, mely több országban első helyezést ért el a slágerlistákon, melyet több slágerlistás dal követett, köztük az Old Pop in an Oak, A The Spirit of the Hawk, vagy a Wish You Were Here című dalok. Pat Reiniz (Patrick Edenberg) a csapat producere is volt.

## Az együttes története

### 1994–1995 Sex & Violins
A svéd együttes producerei Janne Ericsson, Örjan "Öban" Öbert és Patrick Edenberg úgy döntöttek, hogy megpróbálják keverni az amerikai country zenét és a folkot a modern pop zenével. A Rednex szót a "rednecks" szó szándékos elírásaként választották ki. A zenekar tagjai 1994-ben átdolgozták az eredeti Cotton Eye Joe című dalt, melyet modern köntösbe bújtattak, melynek eredményeképpen világsiker lett. A kislemezt követően megjelent a Sex & Violins című stúdióalbum, melyet számos kislemez követett. A Cotton Eye Joe című dal továbbra is az együttes legnagyobb slágere volt. A Wild 'N Free és Rolling Home című dalok mérsékelt sikert értek el a slágerlistákon

### 1996–1997 Ljungberg távozása és a Riding Alone
1996-ban a Rednex közreműködött egy gyermekekért alapítvány támogatásában a Hand in Hand for Children csapattal együtt. Később Ljungberg és az együttes tagjai között megromlott viszony, és nézeteltérések következtében elhagyta a zenekart. A zenekar többi tagja nem koncertezett, hanem új anyagon dolgoztak, és Ljungberg mellett is szólókarrierbe kezdtek. 1997-ben megjelent a Riding Alone című dal a Sex & Violins című albumról, a két évvel korábban megjelent Rolling Home című kislemez után. 1997-ben Arnstand megalapította az Explode metalzenekart, és megjelentette a Live Forever című stúdióalbumot.

### 1998-2000 Változások és ellentmondások
1998 őszén Whippy (Mia Löfgren) lett az új női énekes. 1999-ben megjelent a The Way I Mate című kislemez, majd ezek után Arstrand elhagyta a zenekart. Második stúdióalbumuk 2000-ben a Farm Out, mely sikeres lett Európában, majd megjelentek sorra a kislemezek, úgy mint a The Spirit of the Hawk, vagy a Hold Me for a While című dalok. 2000-ben a Napster növekvő zenei jelenlétének nyomán Edenberg a zenekar egyik alapító tagja új stratégiát vázolt fel a tagoknak, és azt szerette volna, hogy a csapat mint úgymond szórakoztató produkció legyen jelen a piacon, mintsem zenekar, aki így nem kizárólag a lemezeladásoktól függ. Nilson erre így reagált: "Mi nem leszünk egy átkozott cirkuszi produkció", melynek hatására Lofgren, Olander, Nilsson és Landren elhagyta a csapatot.

### 2001-2004 The Best of the West és a zenekari tagváltások
2001 januárjában a csapat az Angliából származó Scarlet (Julie-Anne Tulley) – korábban Jules Tulley of Dreamhouse – énekesnőből állt, valamint a zenekarban Dagger (Anders Sandbert), Joe Cagg (Roy van der Haagen) és Jay Lee (Jean-Paul Engeln) álltak, akik Hollandiából származtak. Ez volt az első alkalom, hogy a zenekar nem svéd származású tagokból állt. 2001-ben megjelent a The Case című első kislemez a 2002-ben megjelent The Best of the West című válogatás albumról, melyet Svájcban és Németországban rögzítettek. 2002-ben megjelent a Cotton Eye Joe 2002-es változata, mely Top 30-as slágerlistás helyezést ért el Ausztriában. 2003-ban a két holland tag helyében Ace Ratclaw (Tor Penten) Svédországból, és Boneduster Crock (Bjön Scheffler) Németországból lettek a zenekar tagjai. 2004-ben Tulley kimerültség miatt otthagyta a zenekart.

### 2005-2007 Ljungberg visszatért a zenekarba
2006-ban az eredeti felállás tagjai közül Ljungberg visszatért a zenekarba Tulley helyettesítő énekesnőjeként és 2009. január 1-ig kizárólagos jogokat kapott a Rednex védjegyének engedélyezésére. Ebben az időszakban a csapat főleg a Skandináv országokra összpontosított. 2005 januárjában Ljungberg kirúgta saját férjét Schefflert, akinek helyébe Snake (Jens Sylsjö) lépett. 2006-ban Sandberg is távozott a csapatból, és helyébe Maverick (Anders Lundström) lépett. Az együttes négy korábbi tagja Scheffler, Sandberg, Tulley és van der Haagen Rednex Tribute néven kezdte meg a túrnét 2007 áprilisában.
A Rednex 2005-ben a Helsinki IAAF Atlétikai Világbajnokságon szerepelt, majd megjelent 2006. március 11-én Mama, Take Me Home című daluk, mely a svéd Melodifestivalen rendezvényen Göteborgban a 4. helyen szerepeltek. A Mama, Take Me Home című daluk néhány európai országban jelent csupán meg, majd megjelent 2006 novemberében a Fe Fi (The Old Man Died) című daluk, mely a Nickelodeon Kids Choice Awardson szerepelt. A dal meglepően sikeres volt, a svéd kislemezlistán a 4. helyen szerepelt.

### 2009-2011 Ljungberg második távozása
2009. január 1-én miután lejárt a Rednex és Ljungberg között kötött jogai, a Rednex márka visszatért a zenekar alapító tagjaira. A Rednex Tribute tagjai így újra a korábbi nevet használták. 2010 januárjában megjelent a The Devil's On The Loose című kislemez a The Pirate Bay tagjaival együtt. A dalt az együttes elérhetővé tette ingyenesen a rajongók számára. A dalhoz készült klipet 2009 augusztusában rögzítették Norrbyggebyben, Svédországban. A dal a Saturday Night Beaver című tervezett stúdióalbum első beharangozó kislemeze lett volna, azonban ez nem jelent meg. Tulley hamarosan másodszor is elhagyta a csapatot, és Dakotah (Nadja Flood) lett az új énekesnője a csapatnak, aki immár a negyedik hivatalos női énekes.

### 2012-2014 Tulley második távozása
2012 januárjában a Rednex bejelentette, hogy megszünteti az állandó zenekari koncepcióját, és inkább egy nagyobb karakterkészletet használ fel előadásai során, melyben egy női és három férfi előadót választanak minden egyes előadáshoz. A zenekar tagjai szerint ez az ötlet eddig nem bizonyított, és nem hallott a zeneiparban. 2012-ben Flood, Sandber, Van der Haagen és Penten mellett Scheffler és az új tag Rufus Jones, valamint a női énekesek Abby Hick és Misty Mae voltak. Ezek után Tulley ismét távozott a zenekarból.
A Racing című kislemez 2012 májusában jelent meg, majd ezt követte a The End című dal, melynek videóklipjét 2012. szeptember 2-án Budapesten a Garay utcában vették fel. A Rednex megcáfolta azt azt a gondolatot, miszerint a The End cím a végső napi elméletekhez, vagy a zenekar feloszlásához kapcsolódik. A csapat 2014-ben fellépett a We Love The 90's fesztiválon is.

### 2015- jelenleg is Löfgren visszatért a csapatba
2015-ben bejelentették, hogy a második énekesnő Löfgren újra a csapatban van, és Floodot helyettesíti. Scheffler is visszatért a csapatba, majd a Rednex újév napján az Innit for the Money című dalhoz forgatott videóklipet.

## Az együttes tagjai

### Állandó tagok
- 1994: Annika Ljungberg (Mary Joe), Kent Olander (Bobby Sue), Jonas Nilsson (Billy Ray), Arne Arstrand (Ken Tacky), Patrick Edenberg (Mup)
- 1994–1995: Ljungberg, Olander, Nilsson, Arstrand, Urban Landgren (BB Stiff)
- 1996–1997: Olander, Nilsson, Arstrand, Landgren
- 1998–1999: Mia Löfgren (Whippy), Olander, Nilsson, Arstrand, Landgren
- 2000: Löfgren, Olander, Nilsson, Landgren
- 2001–2002: Julie-Anne Tulley (Scarlet), Anders Sandberg (Dagger), Roy van der Haagen (Joe Cagg), Jean-Paul Engeln (Jay Lee)
- 2003–2004: Tulley, Sandberg, Tor Penten (Ace Ratclaw), Björn Scheffler (Boneduster Crock)
- 2004–2005: Ljungberg, Sandberg, Penten, Scheffler
- 2005–2005: Ljungberg, Sandberg, Penten, Jens Sylsjö (Snake)
- 2006–2006: Ljungberg, Anders Lundström (Maverick), Penten, Sylsjö
- 2007–2008: Ljungberg, Lundström, Sylsjö
- 2009–2012: Tulley, Sandberg, van der Haagen, Penten
- 2012–2014: Nadja Flood (Dakotah), Sandberg, van der Haagen, Penten
- 2015–jelenleg is: Löfgren, Sandberg, Penten, Scheffler, Nika Karch (Zoe Duskin), Christian Nakanishi (Pervis The Palergator), Uwe Grunert (Cash)

### Egyéb tagok
- Göran Danielsson (Ken Tacky vokalistája a stúdióban)

## A Rednex dalai egyéb médiában
- A Cotton Eye Joe című dalt számos tehetségkutató műsorban, többek között az American Idol címűben is feltűnt, valamint a magyarországi X-Faktorban Király L. Norbi is előadta.[14]
- A dalt gyakran játsszák sporteseményeken, beleértve a 2010-es téli olimpiát is.[15]
- A csapat nagyon híres volt Németországban, ahol a dal 25 hétig volt No.1. helyezés, így 30 év alatt ez volt az első olyan dal, mely ezt az eredményt elérte.
- A Cotton Eye Joe című dalt a svájci katonák is gyakran énekelték filmekben.

## Diszkográfia
- Sex & Violins (1995)
- Farm Out (2000)
- The Cotton Eye Joe Show (2009)

## Viták

### Védjegykérdés
Miután 2009-ben Ljungberg elhagyta a zenekart, Lundström és Lylsjö továbbra is Rendex Band Ltd. által bemutatott Cotton Eye Show-ként tevékenykedett, ami a Rednex AB védjegytulajdonosok jogorvoslatával fenyegették őket, és a koncertszervezőket, melyek azt eredményezték, hogy egyes fellépéseket törölni kellett. Ljungberg a rednex.se internetes oldal domainnevének jogait használta, mellyel a Rednex AB több dologgal is megvádolta Ljungberget, hogy a show üzlet más részeit is károsította.